# Ruisseau Saint-Joseph
Ruisseau Saint-Joseph är ett vattendrag i Kanada.   Det ligger i provinsen Québec, i den sydöstra delen av landet, 400 km öster om huvudstaden Ottawa.
I omgivningarna runt Ruisseau Saint-Joseph växer i huvudsak blandskog. Runt Ruisseau Saint-Joseph är det mycket glesbefolkat, med 2 invånare per kvadratkilometer.